# Gornja Bela Reka, Zaječar
Gornja Bela Reka (izvirno srbsko Горња Бела Река) je naselje v Srbiji, ki upravno spada pod Mesto Zaječar; slednja pa je del Zaječarskega upravnega okraja.

## Demografija
V naselju živi 180 polnoletnih prebivalcev, pri čemer je njihova povprečna starost 62,8 let (60,9 pri moških in 64,4 pri ženskah). Naselje ima 96 gospodinjstev, pri čemer je povprečno število članov na gospodinjstvo 1,93.
To naselje je, glede na rezultate popisa iz leta 2002, večinoma srbsko, a v času zadnjih treh popisov je opazno zmanjšanje števila prebivalcev.
|  |

| Demografija | Demografija     | Demografija     |
| Leto        | Št. prebivalcev | Št. prebivalcev |
| ----------- | --------------- | --------------- |
|             |                 |                 |
|             |                 |                 |
|             |                 |                 |
|             |                 |                 |
| 1948        | 960             |                 |
| 1953        | 883             |                 |
| 1961        | 760             |                 |
| 1971        | 621             |                 |
| 1981        | 457             |                 |
| 1991        | 345             | 344             |
| 2002        | 185             | 185             |
|             |                 |                 |

| Etnična sestava po popisu iz leta 2002 | Etnična sestava po popisu iz leta 2002 | Etnična sestava po popisu iz leta 2002 | Etnična sestava po popisu iz leta 2002 | Etnična sestava po popisu iz leta 2002 |
| -------------------------------------- | -------------------------------------- | -------------------------------------- | -------------------------------------- | -------------------------------------- |
| Srbi                                   | Srbi                                   |                                        | 184                                    | 99,45%                                 |
| Neznano                                | Neznano                                |                                        | 0                                      | 0,0%                                   |